# Nordvalens fyr
Nordvalens fyr är en kassunfyr i Kvarken 6,5 kilometer söder om Holmögadds sydspets och 18 kilometer nordväst om Valsörarna i Finland. Fyren byggdes 1958–1959 på Jävre-Sandholmen. Den sjösattes 15 juli 1959 och bogserades därefter till dess nuvarande plats där den sänktes.